# Рохас, Хоан (футболист)
Хоан Рохас Эчаваррия (исп. Johan Rojas Echavarría; род. 20 сентября 2002) — колумбийский футболист, защитник клуба «Ла Экидад».

## Клубная карьера
Рохас — воспитанник клуба «Ла Экидад». 30 января 2022 года в матче против «Атлетико Хуниор» он дебютировал в Кубке Мустанга. 11 апреля 2023 года в матче против «Онсе Кальдас» Хоан забил свой первый гол за «Ла Экидад».

## Международная карьера
В 2023 году в составе олимпийской сборной Колумбии Рохас принял участие в домашних Панамериканских играх. На турнире он сыграл в матчах против команд Гондураса, США, Уругвая и Бразилии.